# Martin Fischer (Politiker)
Martin Fischer (* 7. November 1867 in Labientschach/Labenče; † 6. Mai 1936 ebenda) war ein österreichischer Land- und Gastwirt sowie Politiker.

## Leben
Fischer war der Sohn des Schneidermeisters Andreas Fischer (* 29. November 1829; † 21. Oktober 1887) und dessen Ehefrau Ursula geborene Pichler (* 1834; † 7. April 1900). Er war römisch-katholisch und heiratete am 1. September 1889 Magdalena Wiegele (* 21. April 1870; † 22. Oktober 1939). Aus der Ehe gingen drei Söhne und zwei Töchter hervor.
Er lebte als Land- und Gastwirt in Labientschach, wo er Besitzer der Gabur-Hube war. Ab 1898 war er Bürgermeister von Emmersdorf/Šmerče. 1903 erhielt er die Postexpedientenstelle beim Postamt St. Georgen im Gailtal.
Vom 19. September 1904 (Nachwahl vom 29. März 1904 als Nachfolger des verstorbenen Matthias Abuja) bis zum 2. Februar 1909 war er Abgeordneter im Kärntner Landtag für den Wahlkreis LGM 9 Tarvis. Im Landtag war er Mitglied des juridisch-politischen und des Revisionsausschusses und gehörte dem Klub KBB „slowenisch-fortschrittlich“ an.